# Moderator (römisch-katholische Kirche)
Ein Moderator ist in der römisch-katholischen Kirche:
1. ein Priester, der gemäß Codex Iuris Canonici (CIC) 517[1] im Rahmen eines sogenannten Teampfarramtes gemeinsam mit anderen Priestern eine Gemeinde oder einen sogenannten Pastoralraum leitet. Gegenüber dem Bischof trägt dieser Priester als „Leiter des seelsorglichen Wirkens“ allein die pfarramtliche Verantwortung. Der Gemeinde gegenüber ist er der pastor proprius, „der eigene Hirte der ihm übertragenen Pfarrei“ im Sinne von CIC Can. 519.[2] In einigen deutschen Bistümern wird dieses Amt als Leitender Pfarrer bezeichnet.[3]
2. gemäß CIC 517 § 2 ein Priester, der nebenamtlich die Aufsicht über einen Diakon oder eine andere nichtpriesterliche Person führt, die ausnahmsweise mit der Leitung einer Gemeinde betraut worden ist.[4]

Im Wirkungsbereich der Österreichischen Bischofskonferenz gibt es zudem eine weitere Form des Moderators: Diesem wird „die Verantwortung für eine Pfarre auf längere Zeit“ übertragen, er hat dieselben Befugnisse und Aufgaben wie ein Pfarrer, steht aber in einem Dienstverhältnis zur Diözese und wird nicht zum Pfarrer im vollen Sinne des can. 519 bestellt. Dies wird in erster Linie angewandt, um Seelsorger leichter versetzen zu können, etwa in Umstrukturierungsprozessen vor der Fusion von kanonischen Pfarreien. In mehreren deutschen Diözesen sind diese nicht-kanonischen Gemeindeleiter „Pfarradministratoren“ im Sinne der 539/540  CIC; in der Regel tragen sie den Titel „Pfarrer“ und werden auch so angesprochen.